# Regionální letiště Helena
Regionální letiště Helena (IATA: HLN, ICAO: KHLN) se nachází 2 km severovýchodně od Heleny, hlavního města amerického státu Montana.

## Historie
Počátky letiště se sahají do roku 1910, kdy do Heleny 30. září přiletěl Bud Mars. Nepodařilo se mu přistát a havaroval, přežil a v roce 1911 založil St. Charles Aero Club.
V roce 1911 přistál na dlouhé louce u Blossbergu devatenáctiletý pilot Cromwell Dixon z Columbusu v Ohiu.
Terah Maroney přistál v roce 1912 východně od státní budovy kapitolu v Heleně, po tomto činu se stal čestným členem Montanské národní gardy.
Dne 6. září 1927 přistál v Heleně Charles Lindbergh. Za nedlouho bylo rozhodnuto, že se původní letiště zbourá a nové se přemístí na své současné místo. Nové letiště bylo oficiálně otevřeno v roce 1928.
V roce 1931 dorazil na letiště Red Morrison, který se později stal jeho ředitelem. Poté Morrison založil historicky první akreditovanou leteckou školu v zemi – Leteckou školu Helena, která sídlila na Helenském letišti. V roce 1936 začaly letiště využívat Northweast Airlines.
Mezi lety 1930–1940 začalo letiště rychle růst a stávalo se stále známějším. Za 60 000 dolarů byl postaven nový jižní terminál. Ten byl postupem času několikrát rozšiřován, za 27 000 dolarů se postavila nová, moderně vybavená kontrolní věž. Mezi lety 1960–1970 se začalo letiště opět modernizovat. Byly postaveny nové hangáry, světelné navádění ranvejí, budova pro zjišťování počasí, požární stanice atd.

## Vybavení a vzhled
Letadla jsou z kontrolní věže naváděna na 3 vzletové a přistávací dráhy – hlavní dráha 9/27 s rozměry 2743 × 45 m a dvě vedlejší dráhy – 5/23 s rozměry 1416 × 18 m a 16/34 s rozměry 911 × 45 m. V mezinárodním terminálu je k dispozici menší VIP salonek, obchodní zóna, kavárna nebo dětský koutek. Z terasy je možno vidět na stojánku a areál letiště. Na letišti jsou dvě hlavní a tři menší parkoviště, z toho jedno podzemní.

## Aerolinie a destinace
Aktualizováno 3. dubna 2024.
| Letecká společnost | Destinace | Destinace      |
| ------------------ | --------- | -------------- |
| Alaska Airlines    | USA       | Seattle        |
| Delta Air Lines    | USA       | Salt Lake City |
| United Airlines    | USA       | Denver         |